# Johann Carl Schott

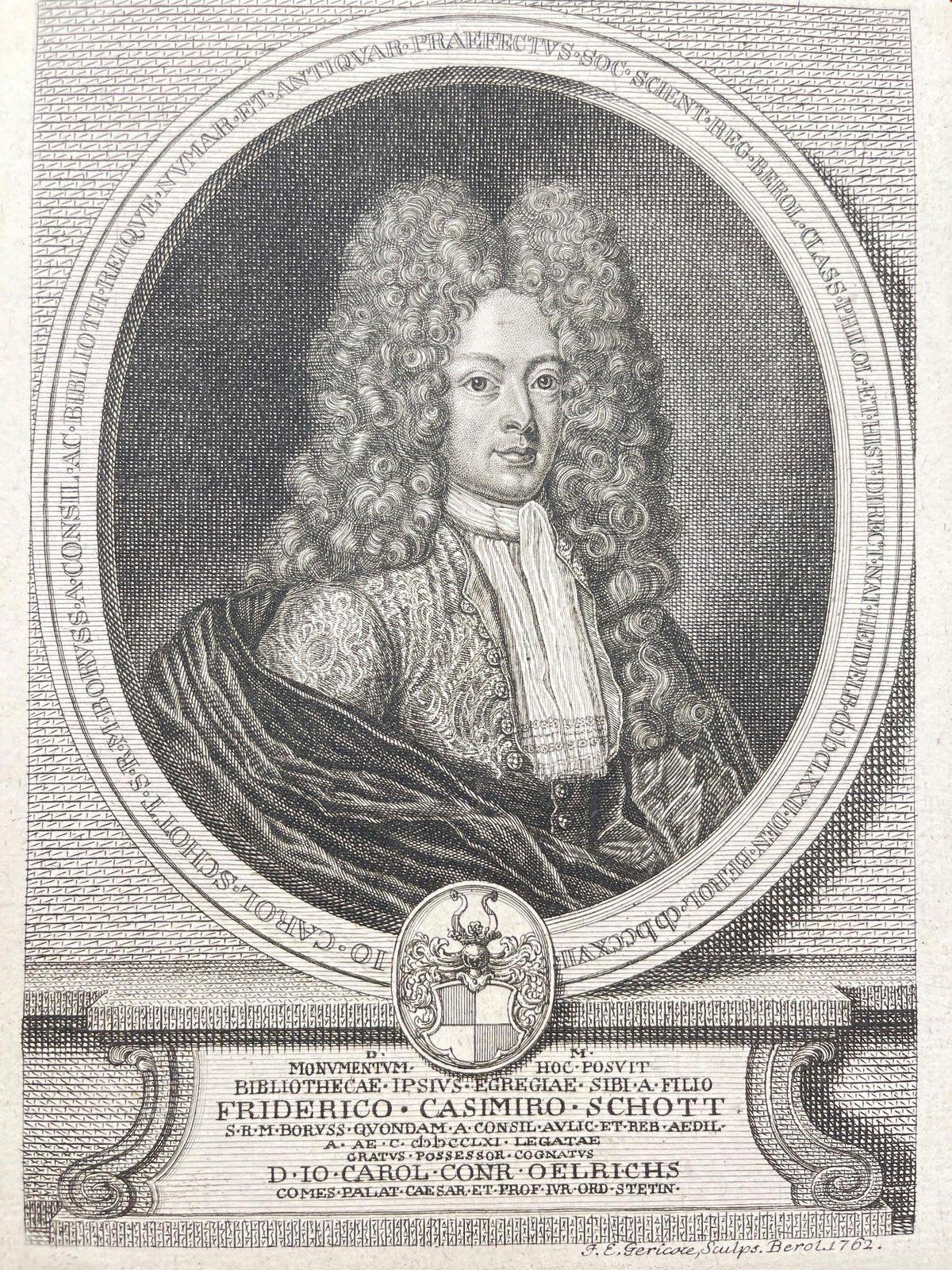
Johann Carl Schott in einem Kupferstich von Johann Ernst Gericke (1762)

Johann Carl Schott (* 1672 in Heidelberg; † 12. Dezember 1717 in Berlin) war ein deutscher Antiquar, Numismatiker, Bibliothekar und Vertreter einer frühen Form der archäologischen Kunstgeschichte.

## Leben und Leistungen
Johann Carl Schott war Neffe von Lorenz Beger, der einer der ersten Deutschen war, die sich mit archäologischen Themen auseinandersetzten. Als Gesandtschaftssekretär war er mit Ezechiel Spanheim in Frankreich und England. Schon zum Hauptwerk seines Onkels, dem Thesaurus Brandenburgicus selectus, der zwischen 1696 und 1701 erschien, steuerte Schott sorgfältig geschaffene Zeichnungen bei. 1705 wurde Schott Nachfolger seines Onkels als Vorsteher des Berliner Antikenkabinetts. Im Jahr 1707 führt ihn das Berliner Adressbuch wie folgt: Hr. Joh. Carl Schott, Rath, Bibliothecarius, Antiquarius und der Königlichen Sociétät der Wissenschaften Mitglied / hat auch die Aufsicht über das Königliche Medaillen-Cabinet wie auch über die erkaufte Spanheimische Bibliothec; wohnt auf dem Friderichs Werder ohnweit der Schleuse.
Im Jahr 1708 erkrankte Schott; 1713 führte der Tod von König Friedrich I. zu einem Einschnitt für die Antikensammlung, da der neue König Friedrich Wilhelm I. kein Interesse daran hatte und später einen Großteil der Stücke veräußerte. 1717 verstarb Schott im Alter von nur 45 Jahren.
Schotts wichtigste Leistung war ein von ihm in deutscher Sprache erstellter, jedoch nicht gedruckter, Katalog der Berliner Antikensammlung mit dem Titel Beschreibung der im kgl. preuß. Antiquitäten u. Medaillen Kabinett (I. Gemach) vorhandenen histor. Sachen zur Erforschung der alten Geschichte. Da in deutscher Sprache verfasst, wandte sich der Führer über die wissenschaftliche, zu dieser Zeit meist auf Latein publizierende, Klasse hinaus an ein interessiertes breites Publikum. Als erster Autor beschreibt Schott die Sammlung, anders als bis dahin üblich, nach Sachgruppen und nicht nach Materialgruppen und orientierte sich dabei insbesondere für die ägyptischen Stücke an den Vorarbeiten von Athanasius Kircher. Schott stellte nicht nur die antiken Fundstücke zusammen, sondern versuchte auch Erklärungen, etwa zu der für die damalige Zeit ungewöhnlich erscheinenden Sitte der Brandbestattung bei den Römern, zu geben und war auch damit einer der ersten Forscher, die sich solcher Fragestellungen annahmen. Der flüchtig verfasste Text entstand größtenteils zwischen 1703 und 1705, ein Nachtrag zum Berliner Kameo kam nach 1713 hinzu. Wegen des fehlenden Interesses des neuen Königs kam es nie zu einem Druck. Mehr als 200 Jahre war das Manuskript verschollen und wurde im Nachlass von Johann Carl Conrad Oelrichs wiederentdeckt und 1987 publiziert. Erst 1830 unternahm Christian Friedrich Tieck einen erneuten Versuch eines derartigen Kataloges von Berliner Antiken.
Schott war seit 6. Dezember 1706 anwesendes Mitglied der Königlich Preußischen Sozietät der Wissenschaften in Berlin und von 1710 bis zu seinem Tod Direktor der Historischen Klasse. 1714 fungierte er als Vizepräsident der Akademie.

## Schriften
- De Nummo Phidonis Argenteo, In Regia Brandenburgesi Gaza asservato, Disquisitio Antiquaria : Quâ Dubia de huius nummi fide mota removentur; Genuina & indubia eius vetustas adstruitur, Simulque evincitur, Ut vetustissimum, ita summo iure pro singulari rarismoque eum esse habendum. Berlin 1709 (Digitalisat).
- Explication d'une medaille enigmatique d'Auguste sur laquelle d'habites antiquaires ont diversement prononcé. Berlin 1711 (Digitalisat).
- Explication nouvelle de l'apothèose d'Homere représentée sur un marbre ancien. Amsterdam 1714 (Digitalisat)
- Die Haupt-Tugenden Eines Löblichen Landes-Herrn, Auf eine verborgene Weise, ordentlich und Sinnreich vorgestellet In einem Alten Stein Des Königl. Medaillen-Cabinets zu Berlin : Zu erst angemercket und erkläret, Auch Sr. Königl. Majestät in Preussen, Als desselben hohen Besitzer, .... Berlin 1717.